# Сведок
Сведок или очевидац је лице које је било на месту неког догађаја, и јасно видело и чуло шта се десило на том месту. Обично очевице ако је у питању неко тешко кривично дело позивају пред суд, како би посведочили шта се заиста десило на том месту.

## Типови
Вештак или експертни сведок је онај који наводно има специјализовано знање релевантно за питање од интереса, чије знање наводно помаже да се добију други докази, укључујући друга сведочења, документарне доказе или физичке доказе (нпр, отисак прста). Вештак може, али и не мора, бити и перципиентни свједок, као код лекара, или може, али не мора, лечити жртву несреће или злочина.
Крунски сведок је онај који инкриминише бивше саучеснике у злочину који након тога добија од стране суда нижу казну, имунитет или/и заштиту себе или/и своје породице. Након што суду доставе своје сведочење, често улазе у програм заштите сведока.
Тајни сведок или анонимни сведок је онај чији идентитет суд чува у тајности.

## Поузданост
Иако се често претпоставља да су искази очевидаца поузданији од посредних доказа, студије су показале да је индивидуално, одвојено сведочење сведока често мањкаво. Погрешна идентификација сведока може бити резултат фактора као што су погрешно запажање и памћење, или пристрасност, или може укључивати свесно лажно сведочење сведока. Ако је више људи сведочило злочину, могуће је тражити заједничке тачке у њиховом сведочењу, за које је већа вероватноћа да ће представљати догађаје онако како су се десили, иако су разлике очекиване и саме по себи не указују на непоштење. Идентификација сведока ће помоћи истражитељима да стекну представу о томе како изгледа осумњичени за злочин, али сећање сведока укључује погрешне или обмањујуће елементе.
Једна студија је укључивала експеримент у којем су субјекти деловали као поротници у кривичном предмету. Поротници су чули опис пљачке-убиства, аргумент оптужбе, а потом и аргумент одбране. Неки поротници су чули само посредне доказе; други су чули од службеника који је тврдио да идентификује оптуженог. У првом случају, 18% процената прогласило је оптуженог кривим, али је у другом случају 72% прогласило оптуженог кривим (Лофтус 1988).
Полицијска постројавања у којима очевидац издваја осумњиченог из групе људи у полицијској станици често су грубо сугестивна и дају лажан утисак да се сведок сетио осумњиченог. У другој студији, студенти су гледали монтирани злочин. Сат времена касније прегледали су фотографије. Недељу дана касније од њих је затражено да изаберу осумњиченог из реда људи. 8% постројених људи погрешно је идентификовано као криминалци. 20% невиних људи чије су фотографије биле укључене грешком је идентификовано.
Једна друга студија је разматрала 65 случајева „погрешних кривичних осуда невиних људи“. У 45% случајева криве су грешке очевидаца.
Проучавање сећања сведока доминирало је у области истраге. Као што Хаф и Ратнер примећују, појединачно најважнији фактор који доприноси погрешној осуди је погрешна идентификација сведока.

## Кредибилитет
Веродостојан сведок је особа која делује као сведок, укључујући и сведочење на суду, чије се сведочење доживљава као истинито и уверљиво. Други сведоци се могу сматрати мање веродостојним или немају кредибилитет. Процена кредибилитета се врши за сваког сведока и на њу не утиче број сведока који сведоче. На кредибилитет сведока утиче неколико фактора. Генерално, сведоци се доживљавају као веродостојнији када се перципирају као тачнији и мање сугестивни.
У обичајном праву, термин би се могао користити у вези са давањем сведочења, или за сведочење докумената. У савременом енглеском праву, веродостојан сведок је онај који „не говори из друге руке“. У шкотском закону, веродостојан сведок је онај „чији се кредибилитет препоручује председавајућем судији... чија је поузданост” добра.